# 塔夫里斯凯 (亚基米夫卡市镇)
46°34′59″N 34°50′54″E / 46.58306°N 34.84833°E
塔夫里斯凯（烏克蘭語：Таврійське）是位於烏克蘭東南部的村莊，由扎波羅熱州梅利托波爾區的亞基米夫卡市鎮負責管轄。該村始建於1912年，面積1.74平方公里，海拔高度31米，2001年人口1,195，人口密度每平方公里688.4人。